# Maxine Brown
Maxine Brown (Denver, 12 aprile 1897 – Alameda, 27 dicembre 1956) è stata un'attrice statunitense teatrale e cinematografica.
Nata a Denver nel 1897, tra il 1914 e il 1917 girò oltre una ventina di pellicole, in gran parte prodotte dalla Edison. Proseguì anche la sua carriera teatrale e, tra la fine degli anni dieci e i primi anni venti, il suo nome appare - anche da protagonista - in alcuni spettacoli musicali di Broadway.

## Filmografia
- He Who Laughs Last (1914)
- Collecting the Rent (1914)
- I Should Worry (1914)
- At Bay for a Day (1914)
- Handle with Care (1914)
- The Busy Man (1914)
- Such a Business (1914)
- A Hasty Exit (1914)
- Captain Swift, regia di Edgar Lewis (1914)
- The Newly Rich, regia di Ashley Miller (1914)
- The Boston Tea Party, regia di Eugene Nowland (1915)
- The Dumb Wooing, regia di Will Louis (1915)
- The Test, regia di James W. Castle (1915)
- A Sport of Circumstances, regia di Will Louis (1915)
- Through Turbulent Waters, regia di Duncan McRae (1915)
- The Breaks of the Game, regia di Eugene Nowland (1915)
- It May Be You, regia di Will Louis (1915)
- Cartoons on Tour, regia di Raoul Barré (1915)
- Clothes Make the Man, regia di Will Louis (1915)
- Sur la plage, regia di Raoul Barre (1915)
- The Silent Tongue, regia di Will Louis (1915)
- The City of Illusion, regia di Ivan Abramson (1916)
- He Couldn't Get Up in the Morning (1917)